# CLU (ngôn ngữ lập trình)
CLU là một  ngôn ngữ lập trình được tạo ra ở Viện Công nghệ Massachusetts (MIT) bởi Barbara Liskov và các sinh viên của bà trong khoảng thời gian từ 1974 đến 1975. Mặc dù không được sử dụng nhiều, nó đã giới thiệu nhiều tính năng được dùng rộng rãi hiện nay, và được xem là một bước trong sự phát triển của lập trình hướng đối tượng (OOP).
Những đóng góp chính bao gồm kiểu dữ liệu trừu tượng, call-by-sharing, iterator, nhiều giá trị trả về (một dạng của gán song song), kiểu tham số an toàn, và kiểu biến thể an toàn. Nó cũng gây chú ý vì cách dùng lớp với hàm tạo và phương thức mà không cần kế thừa.